# Quetiapin
Quetiapin (oprindeligt handelsnavn Seroquel®) er et antipsykotisk lægemiddel til behandling af psykotiske tilstande. Det anvendes til behandling af skizofreni, bipolar affektiv sindslidelse (mani) samt til svær depression. Desuden bruges det i narkotikaafvænning.
Almindelige bivirkninger omfatter vægtøgning, mundtørhed, anæmi (blodmangel), forhøjede kolesterolværdier, hovedpine, søvnighed og svimmelhed.
Årligt sælges der for omkring 1,3 mia. dollars på verdensplan. Quetiapin blev udviklet af AstraZeneca fra 1992–1996 som en videreudvikling og forbedring af den første generation af antipsykofarmaka. Det blev godkendt af det amerikansk Food and Drug Administration i 1997. I dag findes der adskillige generiske versioner af quetiapin.